# Amado Guevara
Pour les articles homonymes, voir Guevara.
Amado Guevara, né le 2 mai 1976 à Tegucigalpa, est un footballeur international hondurien, reconverti en entraîneur.
Milieu offensif, il détient le record national de sélections (137 entre 1994 et 2010) avec l’équipe du Honduras.

## Palmarès

### Titres en club
- Liga Nacional de Honduras : 1997-1998 (ouverture et fermeture) et 1999-2000 (ouverture et fermeture) avec le CD Motagua.
- Copa Interclubes UNCAF : 2007 avec le CD Motagua.
- Championnat canadien : 2009 avec le Toronto FC.

### Distinctions personnelles
- Meilleur joueur de la Copa América 2001.
- Meilleur joueur de MLS : 2004 avec le MetroStars.